# The Dance (album Within Temptation)
The Dance (EP) – wydany w 1998 roku mini-album holenderskiej kapeli metalowej Within Temptation. Zawarto na nim trzy nowe kompozycje, a także dwa ponownie zmiksowane utwory z debiutanckiej płyty Enter. W odróżnieniu od późniejszych albumów grupy brzmienie The Dance jest bardziej gotyckie i melancholijne. Płyta wraz z albumem Enter została wydana 18 września 2007 roku w Stanach Zjednoczonych przez wytwórnię płytową Season of Mist.

## Lista utworów
Opracowano na podstawie materiału źródłowego.
| Nr | Tytuł utworu                        | Długość |
| -- | ----------------------------------- | ------- |
| 1. | „The Dance”                         | 5:00    |
| 2. | „Another Day”                       | 5:45    |
| 3. | „The Other Half (of Me)”            | 4:49    |
| 4. | „Restless” (Remix)                  | 3:31    |
| 5. | „Candles & Pearls Of Light” (Remix) | 9:02    |
|    |                                     | 28:07   |

## Twórcy
Opracowano na podstawie materiału źródłowego.
| Zespół Within Temptation w składzie - Martijn Westerholt – instrumenty klawiszowe - Sharon den Adel – śpiew - Robert Westerholt – gitara, śpiew, produkcja muzyczna - Michiel Papenhove – gitara - Jeroen van Veen – gitara basowa - Ivar de Graaf – perkusja |  | Inni - Lex Vogelaar – produkcja muzyczna - Jack Tillmanns – zdjęcia - Errol Lem – mastering - Anthony van den Berg – producent wykonawczy - Silvia Vermeulen, Robert Versnel, Holger Schwedt – inżynieria dźwięku |